# 致命情人
致命情人（Bullet for My Valentine）是一組來自英國威爾斯布里真德的金屬核樂團。樂團成立於1998年，最初團名為「Jeff Killed John」，翻唱金屬製品與超脫的歌曲。 Jeff Killed John 錄製了6首歌，但並未發行。其中兩首歌收錄在致命情人的首張專輯。"《Eye Spy》變為《Hit The Floor》，而《Nation to Nation》變為《Turn to Dispair》。這兩首歌不僅歌名歌詞的改變，連拍子、吉他、鼓、貝斯、所有音樂都改變了。經濟拮据改變了他們的音樂方向與團名，在歷經數次團名變動後，最後將團名定為「致命情人」。 2002年，樂團拒絕了 Roadrunner Records 的唱片合約，而與 Sony BMG 簽下了發行五張專輯的唱片約。
致命情人的首張專輯《愛情毒藥》在英國於2005年10月3日發行，美國方面則為了突顯樂團團名，選擇在2006年的情人節發行。這張專輯是要獻給他們的長期友人 Simon Roy Denning。《愛情毒藥》打進告示牌排行榜第128名，並登上「Top Heatseekers」排行榜冠軍。到2008年2月6日為止，這張專輯共賣出375,000張。樂團參與了「Download Festival」、Kerrang! XXV 的演出，並與羅伯殭屍（Rob Zombie）一同在美國巡迴，但最後因主唱 Matthew Tuck 在樂團留言板的留言而被踢除。第二張專輯《火力全開》空降告示牌排行榜第四名，首週賣出53,000張。

## 歷史

### Jeff Killed John（1998-2002）
1998年，「Jeff Killed John」（致命情人前身）由當時就讀布里真德學院的 Matthew Tuck（節奏吉他、主唱）Michael Paget（吉他）、Nick Crandle（貝斯）和 Michael "Moose" Thomas（鼓）所組成。樂團翻唱超脫和金屬製品的歌曲，並在2002年發行由 Greg Haver 製作，收錄兩首歌的CD《You/Play With Me》。這張作品由專門為威爾斯新興音樂人所成立的 Pynci 計畫（Pynci scheme）所資助，並讓樂團獲得在廣播播放的機會。
Jeff Killed John 的團員們希望能搭上新金屬的潮流，如崆樂團和林普巴茲提特 — 讓他們未來能走的長久，並獲得唱片公司的青睞。貝斯手 Crandle 在錄音前夕離開樂團，由 Jason "Jay" James 代替。當新金屬浪潮逐漸衰退，樂團決定將團名改為致命情人。他們也決定改變音樂方向，演奏他們想要的音樂。

### 唱片合約（2002-2005）
之後，致命情人舉行演唱會以吸引唱片公司的注意。一場在倫敦的演唱會中，Roadrunner Records 表示願意提供樂團一份合約，但最後樂團決定與 Sony BMG 簽下五年的唱片合約，並與 Visible Noise 簽下英國授權合約。根據主唱 Tuck 的說法，選擇與 Sony 簽約是因為「我們認為與 Sony 簽約會有更多的窗為我們而開」。
同名EP在2004年11月15日於英國推出，美國則在11月30日發行。這張作品由 Colin Richardson 製作，Andy Sneap 混音，共收入5首歌曲，也是第一張官方作品。 
第二張 EP《Hand of Blood》由 Trustkill Records 在2005年8月22日發 行，並且只在美國推出。這張作品比同名EP多收入了一首《4 Words (To Choke Upon)》。《Decibel Magazine》投稿人 Daniel Lukes 給予這張EP負面評價：「最糟的是，不是全部的音樂都那麼糟。」，他認為樂團應對這張作品感到羞愧。 
Zeromag.com 編輯 Josh Joyce 則稱讚樂團「有著優秀的技術」。

### 《愛情毒藥》（2005-2006）
致命情人的首張專輯《愛情毒藥》分別在2005年10月3日與2006年2月14日於英美兩地發行，打進告示牌排行榜128名， 
「Top Heatseekers」第3名，和「Top Independent」第11名。 
2008年2月6日，專輯已在美國賣出375,000張。
各界對於這張專輯的評價不一。《Stylus Magazine》編輯 Dom Passantino 評論這張專輯：「基本上，比洛斯帕飛（Lostprophets）稍微遜色，但在音樂上都有所進步。」，給予 C- 的分數。 
Blabbermouth.net 評論家 Scott Alisoglu 表示致命情人「這張作品還不錯，至少有一半的歌曲優於平均水準」，雖然他也表示這張專輯「遵循著一些『舊有、古板、但仍十分搖滾』的架構」。 《Decibel Magazine》的 Kirk Miller 雖然稱讚樂團在同步歌曲結構上的努力，但也評論：「這張作品沒有新奇的地方」。
專 輯中發行了四張單曲，包括《4 Words (To Choke Upon)》、《Suffocating Under Words of Sorrow (What Can I Do)》。第三張單曲《All These Things I Hate (Revolve Around Me)》登上「主流搖滾榜」（Hot Mainstream Rock Tracks）第13位和「現代搖滾榜」（Modern Rock Tracks）第30名。。《Tears Don't Fall》攻佔「主流搖滾榜」24名及「現代搖滾榜」32名。
致命情人連續三年參加在多靈頓公園舉辦的「Download Festival」。2004年，第一次參加，登上 Barfly stage。 
第二年，隨著知名度上升，他們移到更大的 Snickers stage 表演。 
2006年，他們在週日晚上登上主舞台，僅次於槍與玫瑰和一個朋友的葬禮。 
另外他們也在2006年夏天擔任金屬製品和槍與玫瑰的暖場樂團， 
還 參加了「Vans Warped Tour、「Kerrang! tour」和2007年4月28日的「Earthday Birthday」。樂團在倫敦 Brixton Academy 的演出則收錄在他們的第一張DVD《The Poison: Live at Brixton》。

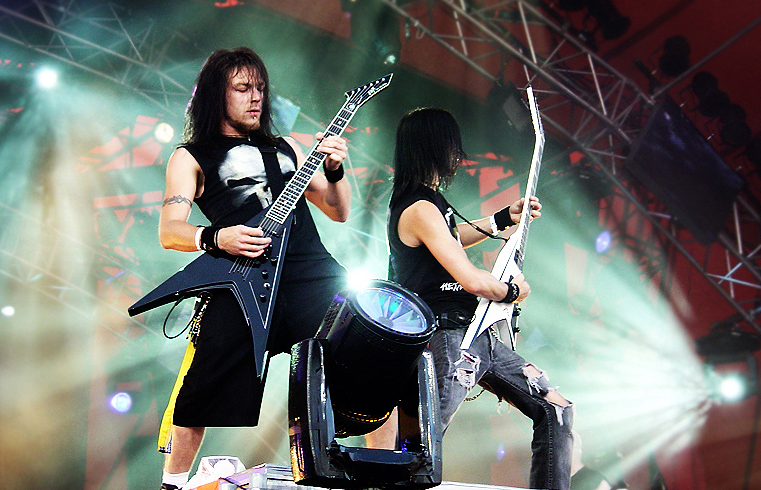
Paget 和 Tuck 在 Roskilde 2006 的演出

致命情人在與羅伯僵屍表演17場後被踢出表演名單。Tuck 在樂團官方留言板上，針對有歌迷抱怨T恤價格和音響品質回文表示，樂團在巡迴中沒有受到應有的對待。 羅伯僵屍為了維持自己的商品售價而提高他們的價格（一件衣服40美金），而且只准賣兩種商品。因為樂團無法使用更衣室，也沒辦法進行試音，Tuck 稱羅伯僵屍為「搶錢怪人」，還說「不想與那老人有所關聯」。Tuck 表示：「基本上，我們對他來說只是無名小卒，但管他的 — 如果他只是想要我們掛個名字，那就這樣做吧。」 
幾小時後，Tuck 留言對之前的文章道歉，聲稱他們「太過分了而且完全地誇大」。然而，他們在隔天就被踢出巡迴名單外。一同巡迴的時空飛鷹主唱 Andrea Ferro 將這件事歸因於不諳世故：「或許他們在英國已獲得一些成就，認為自己已經一路辛苦走過來了。但我認為他們依然還要面臨艱苦和挑戰，就像是每個人一樣」。
2007年6月，Tuck 罹患喉炎，一些表演也因此延期。7月中旬進行扁桃腺切除術，復原期至少要4個禮拜，讓樂團被迫取消一些表演場次，包括擔任金屬製品「Studio '07」在6月29日西班牙畢爾包、7月5日奧地利維也納和7月8日在倫敦溫布萊球場的暖場樂團。機械頭（Machine Head
）接替成為暖場樂團。 
雖然無法說話，Tuck 表示只要醫生同意，他就會立刻進入錄音室準備新專輯。

### 《火力全開》（2007-2008 ）
致命情人第二張專輯《火力全開》，在 Sonic Ranch Studios 錄製，製作人為 Colin Richardson。 
專輯在2008年1月28日和29日於英美兩地發行。 
Tuck 表示：「最大的不同可能是速度和侵略性。這張更快、更激進。」 
專輯打進告示牌排行榜第4名，首週賣出53,000張。 
樂團已結束2008年「Taste of Chaos」在北美和澳洲的巡迴演唱，其他參與巡迴的樂團有無極樂團（Atreyu）、Idiot Pilot、Blessthefall 和七級煉獄 - 因為主唱 Shadows 身體不適而由致命情人的長期道具管理員 Carl Rigby 代替。他們也參加了2008年6月「Rock am Ring and Rock im Park」和「Download Festival」的演出；8月參加「Reading & Leeds festivals」。新單曲《Waking The Demon》現在在美國廣播放送中。 
2008年4月14日，樂團宣佈，因貝斯手 Jason 'Jay' James 的女兒住院，將縮短加拿大巡迴時間。
樂團目前與Bleeding Through、Cancer Bats和黑潮樂團（Black Tide）一同參與「No Fear Music Tour」北美巡迴。
他們在11月與12月將前往歐洲擔任時空飛鷹的主要暖場樂團，Bleeding Through 和黑潮樂團也將是暖場樂團之一。
樂團也宣佈在2009年1、2月將前往澳洲和紐西蘭參加「Big Day Out」搖滾音樂季。
《Scream Aim Fire》將收入在遊戲《吉他英雄：世界巡演》中。

### 《金屬狂熱》（2009-2010）
2009年3月份，樂團已經完成了五首新歌並預定寫好14首歌發表在新專輯上。夏天，樂團參與了Mayhem Festival的演出
2010年3月12號，樂團發布了他們第一支單曲The Last Fight的音樂錄影帶。4月12號，樂團發布了他們第二支單曲Your Betrayal的音樂錄影帶。4月26號發行了第三張專輯Fever。

### 《一觸即發》（2012-2013）
2012年10月22日樂團發布了此張專輯的首支單曲《Temper Temper》接著於同年12月17日發布了第二支單曲《Riot》之後又於2013年5月和六月各發布了《P.O.W.》、《Breaking Point》的音樂影片。而本張專輯在同年的2月8日發布。
此專輯獲得了褒貶不一的評價。

## 風格與影響
致命情人受到了金屬製品、殲滅者樂團（Annihilator
）、潘特拉、機械頭、鐵娘子樂團、聖約樂團、超級殺手、Stuck Mojo、猶大祭司和麥加帝斯等樂團的影響。 
這些樂團啟發了他們「易記的歌聲、激進的 riff 和旋律」。 
Blabbermouth.net 的 Scott Alisoglu 在《愛情毒藥》的評論中，認為他們的音樂「墨守成規」，專輯像是張「為了MTV而做的作品」，和聲類似於瑞典金屬樂團烈焰邪神。不過，Alisoglu 也讚賞了像是《Tears Don't Fall》等歌曲，結合了「雙吉他、快速敲擊、高速的 tempo 和吉他 solo」。 團員表示他們不會因為商業市場而改變音樂或形象。Tuck 表示：「比起我們的外表，我們更在意我們的音樂。」 
《Decibel magazine》的 Kirk Miller 則稱讚他們在同步歌曲結構上的努力。

## 成員

### 現任團員
- Matthew "Matt" Tuck  – 主吉他、節奏吉他、主唱 (1998 - )
- Michael "Padge" Paget – 主吉他、合聲 (1998 - )
- Jamie Mathias – 貝斯、合聲 (2015–)
- Jason Bowld – 鼓、打擊樂器 (2017 - )

### 前任團員
- Nick Crandle – 貝斯 (1998–2003)
- Jason "Jay" James – 貝斯 (2003–2015)
- Michael "Moose" Thomas – 鼓、打擊樂器 (1998 - 2017)

## 音樂作品

### 錄音室專輯
| 年度 | 專輯                                                                                              | 排行榜名次 | 排行榜名次 | 排行榜名次 | 排行榜名次 | 排行榜名次 | 排行榜名次 | 排行榜名次 | 排行榜名次 | 銷售                          | 唱片認證     |
| 年度 | 專輯                                                                                              | 英國       | 澳洲       | 法國       | 德國       | 愛爾蘭     | 日本       | 紐西蘭     | 瑞典       | 銷售                          | 唱片認證     |
| ---- | ------------------------------------------------------------------------------------------------- | ---------- | ---------- | ---------- | ---------- | ---------- | ---------- | ---------- | ---------- | ----------------------------- | ------------ |
| 2006 | 《愛情毒藥》（The Poison） - 發行日期：2006年2月14日 - 廠牌：Trustkill Records - 格式：CD、CS、LP | 21         | —          | —          | 25         | —          | —          | —          | —          | 美國：336,000 英國：60,000+   | 英國：銀唱片 |
| 2008 | 《火力全開》（Scream Aim Fire） - 發行日期：2008年1月29日 - 廠牌：Jive Records - 格式：CD、CS、LP | 5          | 4          | 38         | 3          | 10         | 15         | 29         | 5          | 美國：200,000+ 英國：100,000+ | 英國：金唱片 |
| 2010 | 《金屬狂熱》（Fever） - 發行日期：2010年4月27日 - 廠牌：Jive Records - 格式：CD、CS、LP           | -          | -          | -          | -          | -          | -          | -          | -          | 美國： - 英國：-              | 英國： -     |
| 2013 | 《Temper Temper》 - 發行日期：2013年2月12日 - 廠牌：RCA Records                                   | -          | -          | -          | -          | -          | -          | -          | -          | -                             | -            |
| 2015 | 《Venom》 - 發行日期：2015年8月14日 - 廠牌：RCA Records                                           | -          | -          | -          | -          | -          | -          | -          | -          | -                             | -            |
| 2018 | 《Gravity》 - 發行日期：2018年6月29日 - 廠牌：Metropolis Studios                                  | -          | -          | -          | -          | -          | -          | -          | -          | -                             | -            |
| 2021 | 《Bullet For My Valentine》 - 發行日期：2021年11月5日 - 廠牌：Spinefarm Records                   | -          | -          | -          | -          | -          | -          | -          | -          | -                             | -            |

### 美國排行榜列表
| 年度 | 專輯         | 排行榜名次 | 排行榜名次 | 排行榜名次      |
| 年度 | 專輯         | 獨立專輯榜 | 告示牌     | Top Heatseekers |
| ---- | ------------ | ---------- | ---------- | --------------- |
| 2005 | 《愛情毒藥》 | 9          | 128        | 3               |
| 2008 | 《火力全開》 | 1          | 4          | –               |

### EP
- 2001: 《Don't Walk Away》
- 2002: 《You/Play with Me》
- 2004: 《Bullet for My Valentine》
- 2005: 《Hand of Blood》
- 2006: 《Hand of Blood EP: Live at Brixton》
- 2007: 《Rare Cuts》

### DVD
- 2006: 《The Poison: Live at Brixton》
- 2009: 《Scream Aim Fire: Live at London Alexandria》

### 單曲
| 年度 | 單曲                                                  | 排行榜名次 | 排行榜名次 | 排行榜名次 | 排行榜名次 | 排行榜名次 | 排行榜名次    | 專輯         |
| 年度 | 單曲                                                  | 英國單曲榜 | 英國搖滾榜 | 愛爾蘭     | 現代搖滾榜 | 主流搖滾榜 | 歐洲100單曲榜 | 專輯         |
| ---- | ----------------------------------------------------- | ---------- | ---------- | ---------- | ---------- | ---------- | ------------- | ------------ |
| 2005 | 《4 Words (To Choke Upon)》                           | 40         | 35         | –          | –          | –          | –             | 《愛情毒藥》 |
| 2005 | 《Suffocating Under Words of Sorrow (What Can I Do)》 | 37         | 23         | –          | –          | –          | –             | 《愛情毒藥》 |
| 2006 | 《All These Things I Hate (Revolve Around Me)》       | 29         | –          | 38         | 30         | 13         | 65            | 《愛情毒藥》 |
| 2006 | 《Tears Don't Fall》                                  | 37         | –          | –          | 32         | 24         | 80            | 《愛情毒藥》 |
| 2007 | 《Scream Aim Fire》                                   | 34         | 1          | –          | 26         | 16         | 71            | 《火力全開》 |
| 2008 | 《Hearts Burst Into Fire》                            | 66         | 1          | –          | –          | 22         | –             | 《火力全開》 |
| 2008 | 《Waking the Demon》                                  | –          | –          | –          | –          | 39         | –             | 《火力全開》 |
| 2010 | 《Your Betrayal》                                     | -          | -          | –          | 34         | 16         | -             | 《fever》    |
| 2010 | 《The Last Fight》                                    | –          | –          | –          | –          | -          | –             | 《fever》    |

## 外部連結
- 致命情人官方網站
- 致命情人的MySpace主頁
- Interview at Saviours of Rock
- Interview @ SHOUT! Music Webzine
- Follow-up Interview @ SHOUT! Music Webzine
- Interview at NZRock.com （页面存档备份，存于）